# Kantonales Passbüro
Das Kantonale Passbüro (französisch Bureau cantonal des passeports, italienisch Ufficio cantonale dei passaporti, rätoromanisch centers da registraziun) ist die Behörde, bei welcher seit dem 1. März 2010 Schweizer Staatsangehörige im jeweiligen Kanton des Wohnsitzes den Pass oder die Identitätskarte (IDK) beantragen können. Eine vorgängige Terminreservation ist telefonisch oder per Onlineschalter erforderlich.
Mit der Einführung des neuen Pass 10 per 1. März 2010 hat sich auch das Antragsverfahren für Pass und Identitätskarte geändert. Die Ausweisschriften können in einigen Kantonen nicht wie bisher in der Wohnsitzgemeinde beantragt werden.